# Tommy Younger
Thomas Younger (10 d'abril de 1930 - 13 de gener de 1984) fou un futbolista escocès de la dècada de 1950.
Fou internacional amb la selecció d'Escòcia amb la qual participà en la Copa del Món de futbol de 1958.
Pel que fa a clubs, defensà els colors de Hibernian FC, Liverpool FC, Falkirk FC, Leeds United FC i Stoke City FC.
Posteriorment fou entrenador al Canadà.